# Финляндия на «Евровидении-2012»
Финляндия участвовала в конкурсе песни Евровидение 2012 в Баку, Азербайджан, представив своего исполнителя Перниллу Карлссон с песней «När jag blundar», избранной посредством национального отборочного конкурса Uuden Musiikin Kilpailu (UMK), организованный Финским национальным телеканалом YLE.

## Национальный финал
На следующий день после завершения конкурса песни Евровидение 2011, прошедший в немецком городе Дюссельдорфе телеканал YLE подтвердил участие Финляндии в конкурсе песни Евровидение 2012 в Баку.
В 2012 году телерадиоканал YLE решил изменить формат своего национального отборочного конкурса, получившего название «Uuden Musiikin Kilpailu» (UMK), в ходе которого каждый желающий мог подать свою заявку на участие в конкурсе до 15 августа 2011 года и отправив свою демозапись на телеканал YLE. Новый музыкальный конкурс завершился 25 февраля 2012 года в Хельсинки на общенациональном финале. Конкурс включал в себя выбор жюри, прослушивания, концерты в клубах, и заключительную часть, прошедшую в столице Финляндии в Хельсинки a конце февраля. Ведущими финала были Анна Лаинто и Йонна Кортесмаки.
По правилам конкурса хотя бы один из авторов песен должен иметь финское гражданство или иметь недвижимость на территории Финляндии. От одного исполнителя могла быть послана только одна песня, которая не могла при этом участвовать в национальном отборе других стран.
3 октября 2011 года, по сообщениям телеканала YLE, было принято 540 заявок на участие в конкурсе.
24 октября 2011 года YLE сообщил, что финал пройдет в Helsinki Ice Hall.
31 октября 2011 года YLE объявил 40 песен, из которых впоследствии в финал конкурса прошли 12 исполнителей. Один исполнитель был выбран телезрителями, увеличив число финалистов до 13 участников.
| Исполнитель             | Песня                    | Слова / Музыка |
| ----------------------- | ------------------------ | -------------- |
| Aili                    | «Mun Taivas»             |                |
| Aura Pineda             | «Kunpa Vois»             |                |
| Freeman & Uusi Fantasia | «Noitanainen»            |                |
| Leola                   | «Rytmit Rikkoutuu»       |                |
| Iconcrash               | «We Are The Night»       |                |
| Jari & Taika            | «Aamuyön ikuisuus»       |                |
| Kaisa Vala              | «Habits Of Human Beings» |                |
| Kirahvi Nimelta Tuike   | «Sinisulkien Viimeinen»  |                |
| Mica Ikonen             | «Antaa mennä»            |                |
| Пернилла Карлссон       | «När jag blundar»        |                |
| Stig                    | «Laululeija»             |                |
| Ville Eetvartti         | «Lasikaupunki»           |                |

## На конкурсе Евровидение
Финляндия выступила в первом полуфинале конкурса, который прошёл 22 мая 2012 года.

### Голоса от Финляндии
Результаты голосования от Финляндии в прямом эфире объявлял лидер финской монстр-рок-группы Lordi Mr. Lordi.

| 12 очков | Россия   |
| 10 очков | Исландия |
| 8 очков  | Дания    |
| 7 очков  | Ирландия |
| 6 очков  | Молдова  |
| 5 очков  | Албания  |
| 4 очка   | Венгрия  |
| 3 очка   | Израиль  |
| 2 очка   | Бельгия  |
| 1 очко   | Кипр     |

| 12 очков | Швеция   |
| 10 очков | Эстония  |
| 8 очков  | Россия   |
| 7 очков  | Исландия |
| 6 очков  | Албания  |
| 5 очков  | Дания    |
| 4 очка   | Ирландия |
| 3 очка   | Испания  |
| 2 очка   | Сербия   |
| 1 очко   | Германия |